# モレル岩礁
座標: 南緯54度27分 東経3度29分 / 南緯54.450度 東経3.483度

ブーベ島の地図

モレル岩礁（モレルがんしょう、英語: Morrell Reef）は南大西洋に浮かぶノルウェー領ブーベ島の南東に位置する岩礁。名前の由来はベンジャミン・モレルから。